# Serans, Oise
Serans är en kommun i departementet Oise i regionen Hauts-de-France i norra Frankrike. Kommunen ligger i kantonen Chaumont-en-Vexin som tillhör arrondissementet Beauvais. År 2022 hade Serans 187 invånare.

## Befolkningsutveckling
Antalet invånare i kommunen Serans
| Referens: INSEE |